# Barsinella desetta
Barsinella desetta là một loài bướm đêm thuộc phân họ Arctiinae, họ Erebidae.